# Minnesota Avenue
Minnesota Avenue – stacja linii pomarańczowej metra waszyngtońskiego. Przystanek został otwarty 17 listopada 1978 roku..